# Ахерн
 Тази статия е за града в Германия.  За ирландския политик вижте Бърти Ахърн.  
Ахерн (на немски: Achern) е град в западен Баден-Вюртемберг, Германия с 25 018 жители (към 31 декември 2015). Намира се на 18 km югозападно от Баден-Баден и 19 km североизточно от Офенбург.
Ахерн е споменат за пръв път ок. 1095 г. като „Acchara“.